# LUPIN THE IIIRD 血煙の石川五ェ門
『LUPIN THE IIIRD 血煙の石川五ェ門』（ルパン ザ サード ちけむりのいしかわごえもん）は、モンキー・パンチ原作のアニメ『ルパン三世』のスピンオフ作品『LUPIN THE IIIRDシリーズ』第2作。キャッチコピーは、「未熟なり、五ェ門…!」。PG12指定。
OVA作品として制作されたが、2017年2月4日、新宿バルト9他29館で公開され、2日間で観客動員数15,167人、興行収入1,950万円を記録した。前作に続き、PG12のレイティングが適用された。

## あらすじ
剣術の腕を買われた五ェ門は、伊豆半島を根城にするヤクザ・鉄竜会の用心棒として雇われる。不遜な態度をとる五ェ門に幹部たちは不満を抱くが、五ェ門は鉄竜会の運営する賭博船の中で他の組の襲撃から組長を守り、幹部たちを黙らせる。同じ頃、ルパンと次元は賭博船の売上金を盗むため金庫に侵入し、先回りしていた不二子と出会う。ルパンと不二子は売上金を山分けすることにしたが、直後に賭博船が爆発する。様子を探りに機関部に向かった五ェ門は、そこで斧で機関部を破壊する大男に遭遇する。五ェ門は大男を追い詰め目的を尋ね、大男は「ルパン・次元・不二子を殺しに来た」と答える。隙を突かれた五ェ門は大男を逃がしてしまい、さらに雇い主である稲庭牧男が爆発に巻き込まれて死んでしまう。
翌日、爆発現場に公安警察の銭形が現れ、海上保安官たちに大男の行方を尋ねる。大男の素性を尋ねる海上保安官に対し、銭形は「バミューダの亡霊だ」と答える。同じ頃、稲庭牧男の葬儀に現れた五ェ門は、彼の息子・稲庭Jr.に用心棒の務めを果たさなかったことをなじられ、仇を討つことを誓う。一方、ルパンたちは伊豆山中のアジトで祝杯を挙げていたが、そこを「バミューダの亡霊」ホークに襲撃される。ルパンたちは逃走するもののホークに追い付かれるが、そこに五ェ門が現れる。五ェ門は自らにかけられた汚名をそそぐため、ホークに戦いを挑むが、ホークは五ェ門の太刀を受け止めて彼を弾き飛ばしてしまう。ホークは五ェ門を無視してルパンたちを殺そうとするが、そこに銭形が駆け付け、ルパンたちは逃げ出し、ホークは「眠気には勝てない」と呟いて無抵抗のまま逮捕される。
ホークに敗れて誇りを失った五ェ門は、剣術を磨くために修行を始めるが、彼に敗れたことがトラウマとなり刀を抜けなくなっていた。一方、銭形は公安局長からホークを釈放するように圧力をかけられる。そのまま局長室を出た銭形の元に「ホークが脱獄した」という報告が入り、銭形は追跡を開始する。ホークは追手のパトカーを振り切り逃走するが、出くわした銭形にバイクを撃たれ、崖下に転落する。しかし、ホークは無傷で立ち上がり、ルパンたちを殺しに向かう。ルパンと次元は、五ェ門の修行を途中まで見届けていたが、ルパンは彼の修行が完遂間近なことを悟り、五ェ門の前から姿を消し、ホークの情報を集めるため銭形に自首する。
五ェ門は修行を終えて満身創痍の状態で鉄竜会の組員たちと出くわし、稲庭Jr.から用済みと判断され、幹部の西郷兄弟からリンチを受ける。その中で、実力が開眼した五ェ門は、西郷兄弟をはじめとした稲庭四天王以下、鉄竜会の組員50人を次々と斬り捨て、ホークから手を引くことを稲庭Jr.に認めさせる。一方、ホークの襲撃を受けたルパンと次元は銭形の元から逃げ出し、山奥の古寺に逃げ込む。ホークはルパンと次元を追い詰め、止めを刺そうとするが、そこに五ェ門が到着する。五ェ門はホークに一騎打ちを挑み、斧で左腕を斬られながらも彼の右腕を斬り捨てる。ホークは五ェ門に斬りかかろうとするが、五ェ門に首を斬り落とされる恐怖を感じ、勝負に敗れたことを認め、五ェ門の前から姿を消す。ホークが去った後、五ェ門は今回の事件で犠牲になった人々のために祈るが、そこに銭形が現れてルパンと次元を逮捕しようとする。五ェ門は修行を見守ったルパンと次元への義理を返すため、2人を逃がして銭形に闘いを挑む。

## 登場人物

### メインキャラクター
ルパン三世（）
声 -  栗田貫一
本作の主人公。怪盗ルパンことアルセーヌ・ルパンの孫で、世界的な大怪盗かつ変装の達人。
殺しの指令を受けたホークに命を狙われ、太刀打ちできるのは五ェ門だけと考えて五ェ門が仏の境地に至る為の命がけの修行を見守る。
石川 五ェ門（）
声 - 浪川大輔
本作のキーパーソン。最強の刀「斬鉄剣」を武器に戦う剣客で、大泥棒石川五ェ門の十三代目。
鉄竜会の組長である稲葉 牧男にボディーガードとして雇われ、鉄竜会幹部・稲庭四天王を差し置いて新参でありながら全幅の信頼を寄せられ、嫌味を言う西郷兄弟を皮肉であしらう事もあって稲庭四天王から目の敵にされている。
自身の腕に絶対の自信を持ち、それを鼻にかけた生意気な言動が目立つものの、ホークに太刀筋を見切られ斬鉄剣の装丁を破壊される大敗を期した事で自信を喪失してからは傲慢さも影を潜めるようになる。
その後、自分たちの命を狙うホークへの対抗手段として期待をかけたルパンと次元に見守られながら、斬鉄剣を白鞘して、自殺にも等しい修行に勤しむ。
修行で満身創痍の状態の時に、稲庭牧男を守れなかった事、仇であるホークを始末できなかった事から稲庭Jr.の指示のもと、鉄竜会組員から襲撃を受けた際に「仏の境地」を開眼する。
仏の境地は五感を封じた自殺に等しい修行の末に研ぎ澄まされ目覚めた未来予知ともいえる感覚であり、開眼した五ェ門は鉄竜会を壊滅させる。
続けて牧男の仇討ちと修行を見守ったルパンと次元に対する恩に報いる為、そして自身のリベンジの為にもホークと再戦。
死闘の末にホークに死の恐怖を与える気迫を見せ、ホークに敗北を認めさせた上でルパンと次元の暗殺指令を諦めさせた。
次元 大介（）
声 - 小林清志
コンバットマグナムを使う拳銃の名手で、ルパンの相棒。
自分たちの命を狙うホークへの対抗手段と成り得る五ェ門の修行をルパンと共に見守るも、手を貸す事を考えたり自殺行為だとヤキモキするなど五ェ門の修行に心配げな様子を見せていた。
峰 不二子（）
声 - 沢城みゆき
ルパンとは付かず離れずで、利用したり裏切ったりすることも多い。
鉄竜会の賭博船から上がりを盗み出す際にたまたま同じ計画で乗船していたルパンと次元に鉢合わせ、手分けする事で盗み出す額が増える事もあり、その場で手を組む。
ホークの襲撃に巻き込まれ、五ェ門の敗北と命がけの修行を始めるまでは行動を共にしていたが、自殺にも等しい修行を続ける五ェ門とそれを見守るルパンと次元が理解できず、呆れながら半ばで退場する。
銭形 幸一（）
声 - 山寺宏一
警視庁の警部で、ルパン三世専任捜査官。
本作では「インターポール（ICPO）」や「SPECIAL POLICE（詳細不明）」とは異なり、警視庁内で公安課に配属されている。キャラクターは冷徹で敏腕。

### ゲストキャラクター
ホーク
声 - 土師孝也
ルパン・次元・不二子の命を狙う男。「ホーク」はコードネームであり、本名は不明。
元軍人で、戦争中に敵兵2,000人を殺した伝説を持つ。公式には13年前にバミューダ海域で戦死したとされているが、各国の情報機関の間では生存が確認されており、「バミューダの亡霊」と呼ばれている。何者かの命令に従い、暗殺を行う。武器は両手に携えた斧。その豪腕であらゆるものを破壊する。
また、次元の早撃ちを見切って斧でガードする、五ェ門の太刀筋を見切って指先で斬鉄剣を掴み静止させる、銭形の射撃を斧で弾き返して足を撃ち抜くなど、異常なまでの動体視力と反応速度の持ち主。
店で大量のスペアリブを平らげ、さも当たり前のように客のバイクを強奪、銭形に追い詰められた際は難なく脱する事ができたが睡魔に襲われ留置所を宿代わりにする為にわざと捕まるなど、非常にマイペースな性格。
前作の敵役であるヤエル奥崎が知的なキャラクターだったため、ホークは対照的に力押しのキャラクターに設定されている。五ェ門との勝負が終わった後にアジトに帰るシーンが用意されていたが、「今後の伏線、ネタバレになるようなシーンが入っていた」ためカットされたという。
容姿のモデルはスタン・ハンセン。また、彼の長い髭や武器にしている斧、服装(赤シャツ、デニムパンツ、ワークブーツ)などはアメリカの伝統的な樵のステレオタイプであり、日本の侍で刀を使う五ェ門との対比にもなっている。
稲庭 牧男（）
声 - 菅生隆之
鉄竜会の組長で、五ェ門の雇い主。
上流階級相手の賭博で利益を上げている。五ェ門に高価な紋付羽織や刀の装飾を与えるなど実力を高く買っていたが、ホークの襲撃に巻き込まれ、瓦礫の下敷きになる。
まだ息があったものの、新参の五ェ門に肩入れする事に不満を抱いていた稲庭四天王により、五ェ門を陥れる事も兼ねて見殺しにされ死亡する。
稲庭Jr.（）
声 - 宮内敦士
稲庭牧男の息子。父親を守れなかった五ェ門を裏切者呼ばわりし、3日間以内に仇を討つように命じる。のちに対面すると、仇討ちが済んでいない上にルパンとの関係が疑われる五ェ門に死を言い渡すが、組員を掃討されて屈服する。
その際、組員は全員斬殺あるいは手を斬り落とされている中、五ェ門は稲庭Jr.に耳たぶを撃ち抜かれていながら前髪を斬り落とすだけに留めており、父である牧男を守れなかった事への五ェ門なりの贖罪で斬り捨てなかった事がうかがえる。
容姿のモデルは渡瀬恒彦。
西郷兄弟（）
声 - 江川央生（兄）、天田益男（弟）
鉄竜会幹部・稲庭四天王の実質的なリーダー格の二人兄弟。棍棒の使い手。
新参者の五ェ門が寵愛されていることに不満を抱き、ホークの襲撃に巻き込まれた稲庭組長を見殺しにする。組長の死の責任を五ェ門に着せ、仇討ちを果たせない彼を嘲笑しながら始末しようとするが、返り討ちに遭う。
井上（）
声 - 宮崎敦吉
稲庭四天王の一角。巨体のわりに身軽。
岩崎（）
声 - 中林俊史
稲庭四天王の一角。分銅鎖の遣い手。
佐古田（）、坂井（）
声 - 北村謙次 （佐古田）、 鮫島翔太（坂井）
鉄竜会組員。
吉永（）、刈谷（）
声 - 関貴昭（吉永）、井木順二（刈谷）
虎刃組組員。
石野（）
声 - 小林操
海上保安庁本部長。
石狩（）
声 - 土屋直人
海上保安官。
立川（）
声 - 関雄
アメリカンバーの常連客の青年。ホークにオートバイを盗まれる。
高尾（）
声 - 櫻井健太郎
立川の友人。立川を愛車に乗せている際にホークに遭遇して追走するが、ホークが投げた葉巻を額に受けて単独事故を起こす。
サリファ
声 - 小堀幸
快活な少女。何者かからホークへの殺しの依頼を伝えに来る。
局長
声 - 谷昌樹
銭形の上司。銭形に対して捜査の中止やホークの釈放を命じ、反発される。
鉄竜会組員
声 - さかき孝輔
看守
声 - 辻井健吾
警察
声 - 吉田健司
アメリカンバー店長
声 - 長谷川敦央
賭博客 モデル
声 - 渡辺ゆかり

## スタッフ
- 原作 - モンキー・パンチ
- 企画 - 加藤州平、加藤良太
- 監督・演出・キャラクターデザイン・メカニックデザイン・作画監督 - 小池健
- 脚本 - 高橋悠也
- クリエイティブ・アドバイサー - 石井克人
- 音楽 - ジェイムス下地
- 美術監督 - 田村せいき、金森たみ子、村本奈津江
- ビジュアルコーディネーター - 斎藤裕子
- 色彩設計 - 茂木孝浩
- タイトルデザイン - 関口修男
- デザインワークス - 山下敏幸
- 音響監督 - 清水洋史
- 撮影監督 - 田沢二郎
- 編集 - 笠原義宏
- プロデューサー - 浄園祐
- アソシエイトプロデューサー - 芝裕子、鈴木禎
- アニメーション制作 - テレコム・アニメーションフィルム
- 製作・著作 - トムス・エンタテインメント
- 配給 - ショウゲート

## 制作
前作『次元大介の墓標』の好評を受けて続編の制作が検討され、登場シーンをカットされた石川五ェ門を主役に、彼が剣豪になるまでの成長を描くことになった。監督の小池健をはじめとするスタッフは前作『次元大介の墓標』から続投している。小池は『ルパン三世』（TV第1シリーズ）初登場時の、自分の剣術に過剰な自信を抱く五ェ門の姿が印象に残っていたとして、その五ェ門が一般的に知られている悟りを開いた剣豪として成長するまでの物語を描くことを思いついたという。そのため、本作の五ェ門は高価な紋付羽織を着て斬鉄剣に豪華な装飾を施した驕った姿で登場するなど「嫌われるくらい高飛車な感じ」なキャラクターとして描かれている。また、「前作では登場しなかった五ェ門の活躍が見たい」という反響があったことも理由に挙げられている。
時系列上はTV第1シリーズ第5話「十三代五ヱ門登場」直後の、ルパン三世と五ェ門が信頼関係を築いていない頃で、時代設定は「1960年代後半の下田市の辺り」「前作から1カ月後の日本」となっている。企画当初は「試し切り」というタイトルで制作されていた。当初のストーリーは、「五ェ門と惹かれ合っていたくノ一の南條ナナをホークに殺され、復讐を誓う」という内容だったが、「ストーリーの軸が二つになる」という理由で没になっている。
脚本の高橋悠也は「TV第4シリーズで五ェ門の台詞が一切ない回があり溜め込むものがあった」として、「今までで一番しゃべる、一番五ェ門も出るシーンが多い作品を作りました」とコメントしている。また、「前作でエッジの効いた表現ができることが分かった」として「今回はR18指定を目指した」とコメントしているが、最終的には前作と同様にPG12指定となった。終盤の50人斬りのシーンは滝口禎一が担当し、2万5000枚から3万枚の原画が使用された。脚本の段階では100人斬りの予定だったが、最終的に50人斬りに決定した。小池は「1作品で五ェ門役が斬った人数は過去のルパンのなかで一番だと思います」とコメントしている。